# Гильом III (граф Форкалькье)
Гильом III (фр. Guillaume III de Forcalquier) — граф Форкалькье в 1129 году.

## Биография
Начал править Форкалькье под опекой своей матери Аделаиды. После того как Гильом захватил Аббатство Монмажур, его отлучил от церкви папа римский Каликст II. Гильом отличался жестокостью: во время конфликта между Барселоной и Тулузой он устроил резню в городе Авиньон, уничтожив половину населения. Гильом III правил Форкалькье недолгое время после смерти Аделаиды в 1129 году. Спустя некоторое время он скончался в октябре 1129 года.

## Семья и дети
Женился на Герсенде д'Альбон, дочери Гига III д'Альбона, дофина Вьенна. Точная дата свадьбы неизвестна. От брака имел двух сыновей:
- Бертран I, граф Форкалькье в 1129 — 1144 гг.
- Гиг, граф Форкалькье в 1129 — 1149 гг.